# Prodidomus nigellus
Prodidomus nigellus är en spindelart som beskrevs av Simon 1890. Prodidomus nigellus ingår i släktet Prodidomus och familjen Prodidomidae. Inga underarter finns listade i Catalogue of Life.